# Solanum infundibuliforme
Solanum infundibuliforme är en potatisväxtart som beskrevs av Rodolfo Amando Philippi. Solanum infundibuliforme ingår i släktet skattor som ingår i familjen potatisväxter. Inga underarter finns listade i Catalogue of Life.